# Admontia stackelbergi
Admontia stackelbergi là một loài ruồi trong họ Tachinidae.